# ۷ نامه
«۷ نامه» (انگلیسی: 7 Letters) فیلمی سنگاپوری در سبک درام است که در سال ۲۰۱۵ منتشر شد. این فیلم ۷ قسمت دارد که هر کدام توسط کارگردانی متفاوت ساخته شده است.